# AZ Волка
AZ Волка (лат. AZ Lupi) — одиночная переменная звезда в созвездии Волка на расстоянии (вычисленном из значения параллакса) приблизительно 25520 световых лет (около 7825 парсеков) от Солнца. Видимая звёздная величина звезды — от менее +16,5m до +15,5m.

## Характеристики
AZ Волка — красная пульсирующая переменная звезда, мирида (M:) спектрального класса M. Эффективная температура — около 3284 K.